# Ute Angerhoefer
Ute Angerhoefer (* 17. September 1937 in Brandenburg an der Havel) ist eine deutsche Pädagogin.

## Leben
Ute Angerhoefer wurde am 17. September 1937 in Brandenburg an der Havel geboren und evangelisch getauft. 1955 legte sie in Werder (Havel) ihr Abitur ab, dem sich bis 1956 ihre Ausbildung zur Lehrerin am Institut für Lehrerbildung in Potsdam anschloss. Sie wirkte als Lehrerin in mehreren Grundschulen, jeweils in der Unterstufe, im Kreis Jüterbog und in der Pestalozzi-Hilfsschule ihrer Heimatstadt. 1964 begann sie an der Humboldt-Universität zu Berlin das Studium der Hilfsschulpädagogik, das sie zwei Jahre später mit dem Staatsexamen für Sonderschulpädagogik abschloss. Anschließend war sie bis 1977 Wissenschaftliche Assistentin und Oberassistentin an der Universität, Sektion Rehabilitationspädagogik und Kommunikationswissenschaft. In dieser Zeit wurde sie von ihrer Universität 1971 zum Doktor der Pädagogik promoviert und 1975 für Rehabilitationspädagogik habilitiert.
1978 wechselte Angerhoefer an die Universität Rostock in den Wissenschaftsbereich Sonderpädagogik (später Institut für Sonder- und Heilpädagogik). Hier wurde sie 1979 Hochschuldozentin und 1987 außerordentliche Professorin für Sonder- und Heilpädagogik. Seit 1992 war sie dann Professorin für Lernbehindertenpädagogik / Rehabilitationspädagogik und wurde 2001 emeritiert.
Von 1987 bis 1989 leitete sie den Wissenschaftsbereich Sonderpädagogik und war anschließend bis 1994 Sprecherin des Instituts für Sonder- und Heilpädagogik. Seit 1990 war sie ferner Mitglied der Übernahmekommission, der Gründungskommission Erziehungswissenschaften und ab 1991 auch Mitglied des Fachbereichsrates Erziehungswissenschaften (alles bis 1994). Von 1994 bis 1996 war sie noch Mitglied des Fakultätsrates.
Von der akademischen Laufbahn abgesehen war Angerhoefer Mitglied des Bundesverbands Deutscher Sonderschulen (Referat Aus-, Fort- und Weiterbildung von Sonderpädagogen) und wirkte als wissenschaftliche Begleitung der Lehrplanentwicklung, der Einführung von Englisch an Förderschulen und bei dem Aufbau von Förderzentren in Mecklenburg-Vorpommern. Ferner ist beziehungsweise war sie Mitglied der Zentralen Fachkommission für Sonderpädagogik in der DDR, der Lehrplanentwicklungskommission an der Akademie der Pädagogischen Wissenschaften der DDR, der Lehrplanentwicklungskommission Mecklenburg-Vorpommern und der Arbeitsgruppe der Deutschen Gesellschaft für Erziehungswissenschaft zur Unterstützung der Transformationsprozesse in den ostdeutschen Universitäten und Hochschulen.

## Werke
- „Erkundung“ als eine methodische Grundform im Unterricht der Hilfsschule (Dissertation 1971)
- Untersuchungen zur Funktion und zur Anlage von gestalterischen Tätigkeiten in der sozialistischen Bildung und Erziehung schwachsinniger Schüler unter dem Einfluß der methodischen Grundform „Gestaltung“ (Habilitationsschrift 1975)
- Einführung in die Didaktik des Unterrichts in Hilfsschulen (zwei Teile, 1981)
- Kleines Wörterbuch zur Defektologie – Russisch/Deutsch (1988)
- Lernbehindertenpädagogik. Eine institutionalisierte Pädagogik im Wandel (Luchterhand/Neuwied/Kriftel/Berlin 1998)